# Hoplitosaurus
Hoplitosaurus is een geslacht van plantenetende ornithischische dinosauriërs, behorend tot de groep van de Ankylosauria, dat tijdens het vroege Krijt leefde in het gebied van het huidige Noord-Amerika. De enige soort binnen het geslacht is Hoplitosaurus marshi.

## Vondst en naamgeving
In 1898 vond geoloog Nelson Horatio Darton bij Buffalo Gap, nabij de Calico Canyon in Custer County, South Dakota, een gedeeltelijk skelet van een dinosauriër. In 1901 werd het door Frederic Augustus Lucas benoemd als Stegosaurus marshi; de soortaanduiding eert Othniel Charles Marsh. Lucas begreep daarna al snel dat het exemplaar weinig met Stegosaurus van doen had en benoemde in 1902 een eigen geslacht: Hoplitosaurus. De geslachtsnaam is afgeleid van het Klassiek Griekse ὁπλίτης (hoplites), "gepantserde infanterist", een verwijzing naar het lichaamspantser. In 1914 werd de soort uitgebreid beschreven door Charles Whitney Gilmore.

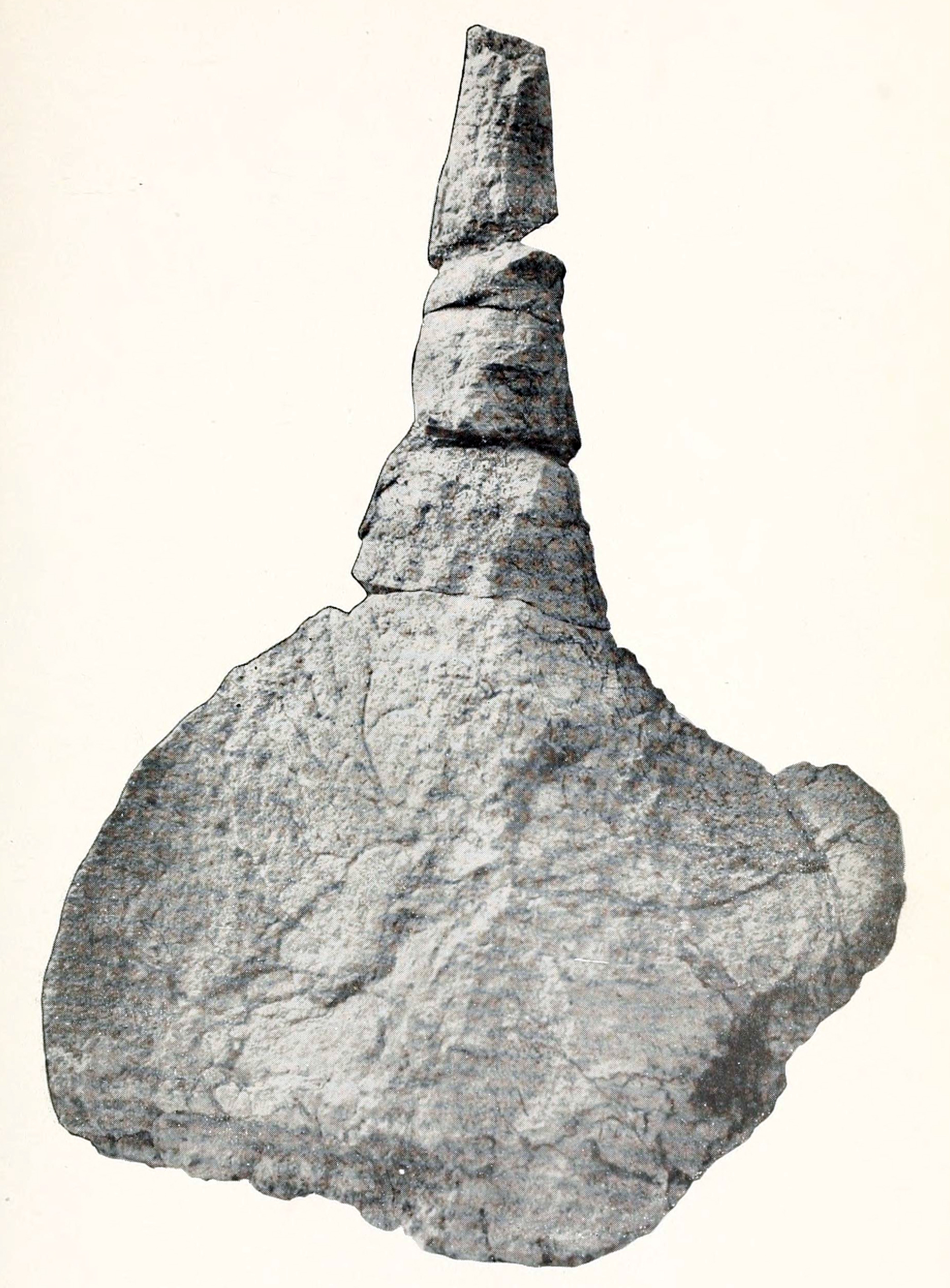
Osteoderm met stekel

Het fossiel, holotype USNM 4752, is gevonden in de Lakotaformatie die stamt uit het Barremien, ongeveer 128 miljoen jaar oud. Het bestaat uit ribben, staartwervels, een deel van de rechterschoudergordel, delen van beide opperarmbeenderen, een rechterdijbeen en beenschubben waaronder lange stekels. De beenderen zijn sterk verweerd en er bestaat enige twijfel over of ze wel allemaal van hetzelfde individu of zelfs taxon afkomstig zijn.
In 1987 meende William Blows dat het een soort van Polacanthus was, een Polacanthus marshi. Hoewel deze opvatting eerst wel enige steun kreeg, bleven de meeste onderzoekers gewoon de naam Hoplitosaurus gebruiken. De soort deelt geen unieke kenmerken met Polcanthus foxii en hun dijbeenderen verschillen duidelijk in bouw.

## Beschrijving

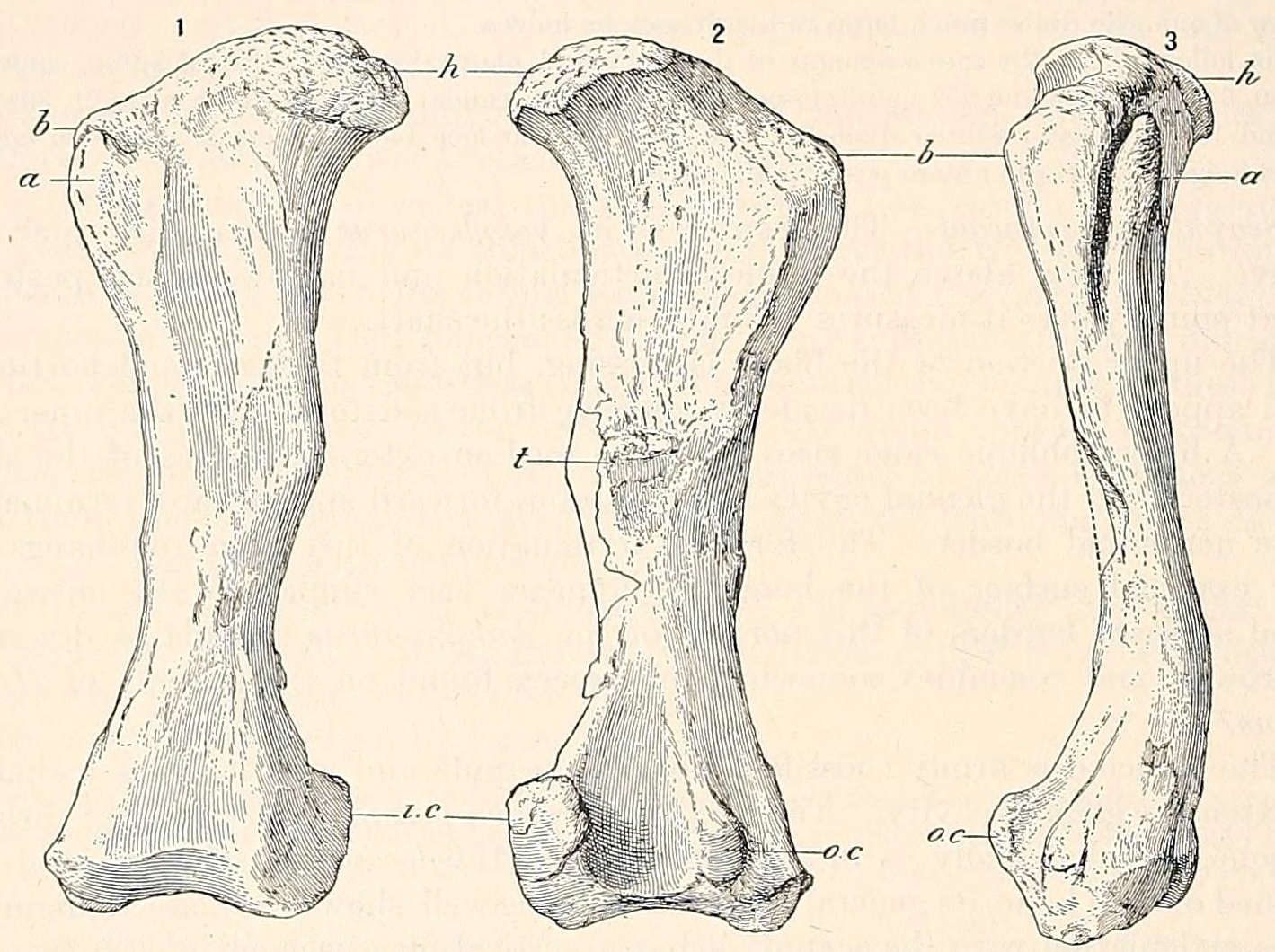
Het dijbeen

Vanwege de onzekerheid over het typemateriaal is het moeilijk een nauwkeurige beschrijving te geven. Volgens Gilmore had het dier een heuphoogte van 1,2 meter. Het schouderblad lijkt authentiek te zijn en de schouder droeg vermoedelijk een lange stekel. Ook ter hoogte van het bekken schijnen stekels aanwezig te zijn geweest en dit gedeelte van het lichaam werd daarnaast beschermd door een gordel van bredere platte platen. Op de staart stonden hogere beenschubben. Vaak is een staartknots verondersteld maar daar is in feite geen aanwijzing voor. Kleine ronde beenschubben vulden de ruimte tussen de beenplaten op en bedekten de onderkant.

## Fylogenie
De Amerikaanse onderzoekers wezen Hoplitosaurus eerst toe aan de Scelidosauridae. Friedrich von Huene concludeerde in 1909 tot de Ankylosauridae en Richard Swann Lull in 1921 tot de Nodosauridae. Dat is lange tijd een gebruikelijke indeling gebleven. In 1998 echter voegde Kenneth Carpenter hem toe aan een Polacanthinae, een onderverdeling van de Ankylosauridae. Daar de plaatsing van de polacanthinen onzeker is, sprak Carpenter weldra van een Polacanthidae, aan welke groep Tracy Lee Ford in 2000 Hoplitosaurus als eerste toevoegde. Tegenwoordig worden de Polacanthidae vaak weer gezien als vroege Nodosauridae.